# 埃尔代克湾

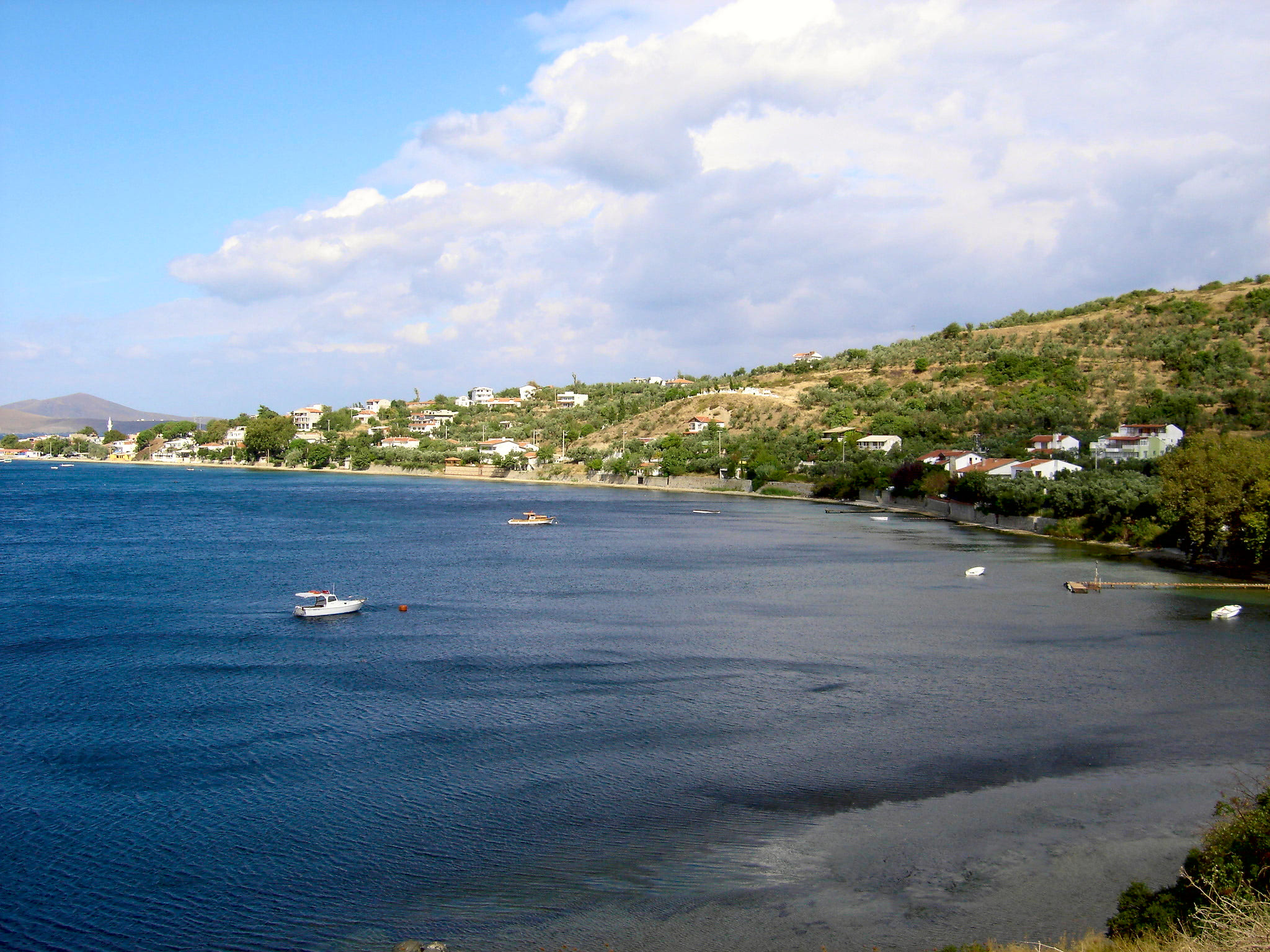
埃尔代克湾

埃尔代克湾（土耳其語：Erdek Körfezi）是土耳其马尔马拉海的一个海湾，在行政上属于巴勒克埃西尔省的一部分。事实上，海湾得名于海湾北岸的埃尔代克县。海湾的中点大约在40°22′N 27°40′E / 40.367°N 27.667°E。北面是卡皮达半岛（Kapıdağ Yarımadası）、帕夏利马讷岛和阿弗撒岛，东面是贝尔克斯连岛沙洲（Belkıs Tombolo，连接卡皮达半岛与安纳托利亚大陆），西面是卡拉比加县，南面是安纳托利亚的马尔马拉海岸。 海湾的最大深度是47（154英尺）。
埃尔代克湾有轮渡航班。其中一条发往土耳其色雷斯一侧的巴巴罗斯，靠近泰基尔达。还有前往附近岛屿的渡轮服务，例如马尔马拉岛、阿弗撒岛和帕夏利马讷岛。